# Психотерапия миросозерцанием
Психотерапия миросозерцанием — метод психотерапии, направленный на формирование целительного миросозерцания у пациентов с целью воспитания личности, способной встать выше своих страданий. Разработан немецким врачом Ярославом Марциновским (1913). Терапия осуществлялась путём просветительно-воспитательных бесед, обогащения пациентов духовной культурой, приобщению к мировой общности (общечеловеческих ценностей) как индивидуальному смыслу жизни.
Основная идея психотерапии заключается в смещении акцента с узких болезненных представлений на высшие философские, этические идеалы, путём введения в психику новых ассоциаций.

## Содержание
Процесс психотерапии («процесс образования нравственных способностей») осуществлялся путём эмоционально насыщенных бесед, постепенного смещения акцента со «своих близоруких желаний» на духовные идеалы, сравнения своего состояния с более глобальными проблемами человечества, изменяя таким образом некоторые представления и взгляды пациента (развитие миросозерцания). Всё это, как предполагалось, может сделать пациента личностью «свободной и независимой от своей участи». В процессе развития определённого миросозерцания пациент как бы поднимается над своей обиженной «крошечной личностью», начинает видеть себя частью семьи, народа, человечества, вселенной и принимает свою судьбу находя иные смыслы («идеи всеобщего развития», «свой посильный вклад», «созидание»); предлагалось также использование практик восточной мудрости.
Например, лечение небредовых ипохондриков врачебно-воспитательной терапией нацеленной на замену самокопания пациентов позицией «встать выше всего этого», поиском «достойной задачи жизни», гармонии с миром, принятии всего происходящего в нём как «силы необходимости». Лечение проходило с помощью обучения, просвещения и упражнения воли.

Воля побеждает только там где перед ней есть положительная цель. (…) Вы думаете что направление воли определяет совершающееся? Да, когда воля и внимание действуют заодно, тогда кажется что это так, но там где этого нет, перевешивает направление внимания.— Марциновский Я. «Нервность и миросозерцание», 1913. С. 48.
 Отдельно в психотерапии миросозерцанием разработана и целебная роль религиозного мировосприятия, описание особенностей работы с верующими пациентами. Исходя из этических учений, духовность здесь противопоставляется природному, социальному, психологическому, а также повседневности и обыденности, возвышая человека над ними. 

В течение всей нашей жизни мы не должны переставать работать над воспитанием нашей нравственной личности. В этом отношении мы слишком охотно садимся на скамью ленивых. Но поэтому-то и существуют будильники стремлений — удары судьбы, которые как бы преследуют нас ударами дубины или уколами иголки. Они будят нас, смотря по надобности, более или менее осторожно; тогда мы делаем снова несколько шагов вперед, пока опять не начинаем думать, что можем успокоиться на своих лаврах.— Марциновский Я. «Нервность и миросозерцание», 1913. С. 96—97)